# فيزيلا
فيزيلا هي مدينة من مدن البرتغال. يبلغ عدد سكانها 23,736 نسمة وذلك حسب إحصائيات سنة 2011. تحتوي على خمسة أبرشيات.

## أعلام
- رافا كوستا
- جواو بيدرو مينديز سيلفا